# شهرستان اندروز (تگزاس)
اندروز (به انگلیسی: Andrews) شهرستانی در ایالت تگزاس است. در سرشماری سال ۲۰۰۰، جمعیت این شهرستان ۱۳٬۰۰۴ نفر اعلام شد. مرکز اندروز شهر اندروز است. شهرستان اندرسون در سال ۱۸۷۶ تأسیس شد.

## جغرافیا
طبق اداره آمار آمریکا، این شهرستان مساحتی در حدود ۳٬۸۸۸ کیلومتر مربع دارد.

### شهرها
- اندروز